# Eva Silverstein
Eva Silverstein (* 24. Oktober 1970) ist eine US-amerikanische Physikerin, die sich mit theoretischer Elementarteilchenphysik und Stringtheorie beschäftigt.

## Leben
Silverstein studierte an der Harvard University (Bachelor-Abschluss 1992) und wurde an der Princeton University 1996 bei Edward Witten promoviert. Als Post-Doktorandin war sie an der Rutgers University und 1999 am Institute for Advanced Study. 1997 wurde sie Assistant Professor, 2001 Associate Professor und 2006 Professor am SLAC der Stanford University. 2009/2010 war sie am Kavli Institute for Theoretical Physics (KITP) der University of California, Santa Barbara.
Sie befasste sich unter anderem innerhalb der Stringtheorie mit Mechanismen für Inflation (z. B. mit D-Brane-Dynamik) und Voraussagen für primordiale Gravitationswellensignale im CMB (Axion-Monodromy, mit Alexander Westphal, auch als Mechanismus des Schutzes des Inflationspotentials gegen Quantenkorrekturen), Dunkler Energie und Modellen zur Kosmologischen Konstante, Auflösung von speziellen Raum-Zeit-Singularitäten (mit Kondensation geschlossener String-Tachyonen), mit Supersymmetriebruch und Erweiterungen der AdS/CFT Korrespondenz (mit Shamit Kachru), auch mit Anwendung in der Festkörperphysik.
1999 wurde sie MacArthur Fellow und Sloan Research Fellow und erhielt den Outstanding Young Investigator Award des Department of Energy sowie den Bergmann Memorial Award. Seit 2016 ist sie Fellow der American Physical Society, seit 2020 Mitglied der American Academy of Arts and Sciences.
Sie ist mit dem Stringtheoretiker Shamit Kachru verheiratet, mit dem sie auch viel zusammenarbeitet.

## Schriften
- Silverstein: TASI Lectures on Moduli and Microphysics. 2004, arxiv:hep-th/0405068
- mit McAllister: String Cosmology- a review. In: Gen. Rel. Grav., 40, 2008, S. 565, arxiv:0710.2951
- Les Houches Lectures on inflationary observables and string theory. 2013, arxiv:1311.2312